# 平成筑豊鉄道
平成筑豊鉄道株式会社（へいせいちくほうてつどう）は、福岡県で鉄道事業を営んでいる、福岡県および沿線自治体が出資する第三セクター方式の鉄道会社である。略称「へいちく」。

## 概要
福岡県の筑豊地区で九州旅客鉄道（JR九州）から継承した旧国鉄特定地方交通線の伊田線・糸田線・田川線の各線を営業しているほか、2009年4月からは、北九州市からの委託で同市門司区にて特定目的鉄道として門司港レトロ観光線（愛称：北九州銀行レトロライン）のトロッコ列車を運行している。
門司港レトロ観光線を除く伊田線・糸田線・田川線は各線とも筑豊本線から筑豊炭田の産炭地に向けて分岐する支線を発祥とし、1両編成のディーゼルカー主体で運行される典型的なローカル線である。ただし、運転本数・駅数ともに旧国鉄および転換前のJR時代の約2倍に増やすなど積極経営に転じ、沿線の学校に通っている学生や病院に通院する高齢者など、いわゆる交通弱者にとっては非常に重要な交通機関となっている。同時に、それら施策の影響で沿線エリア内の西鉄バス（現在の西鉄バス筑豊）利用者が大幅に減少し、バス路線の廃止が相次いだ。しかしながら2023年度の利用客数は年間123万人と、全盛期の3分の1まで落ち込んでいる。。
利用者に運営に参加してもらい地域との連携を高めるため、線路の枕木のオーナーになってもらう「まくらぎオーナー」制度を実施した。会員制で、オーナー会員になると名前や好きな言葉の入ったプレートが新しい枕木に取り付けられる。会費は枕木の交換費用の一部に充てられる。地域と連携し、わが町の鉄道という意識を高めるこの事業は、鉄道を活性化させる事例の一つとして注目される。2008年には列車内のつり革のオーナーになってもらう「つり革オーナー」が募集された。2008年7月からはラッピング広告の形で車両5両の命名権（ネーミングライツ）を販売している。
また、同年9月1日から11月28日まで全35駅のうち田川市立病院駅、源じいの森駅を除く33駅の駅名愛称命名権の募集を行った。14駅に関して応募があり、2009年4月1日より16駅に愛称が付けられている（2023年7月現在は13駅となっている）。なお、個人に対する販売は行っていない。
取締役会長には福岡県知事が、代表取締役社長には田川市長がそれぞれ非常勤として務めていた。小川洋は福岡県知事就任に伴い2011年ほぼ自動的に会長の座に就き、門司港レトロ観光線の累計乗客が50万人に達した際は会長としてセレモニーに参加した。2017年に営業収支の改善を図るため、民間から常勤社長を公募し、新社長に選ばれた河合賢一が同年10月4日に就任した。

## 社名の由来
社名は1988年（昭和63年）に一般公募し、翌1989年（昭和64年）1月7日が社名決定日だった。社名の最終候補に残ったのは「新筑豊」「向陽」「あけぼの」「サンライン」の4つ。いずれの候補にも「新たなスタート」という共通した意味合いがある。
しかし、1月7日に昭和天皇の崩御で新元号「平成」が発表されるや否や、急遽「平成筑豊鉄道株式会社」に決定した。「新たなスタート」と「新時代の幕開け」で縁起を担いでいる。平成を社名に冠した会社の先駆者的存在である。
会社名自体は「平成筑豊鉄道」だが、車両側面（ドア横）の社名表示は「平成ちくほう鉄道」と書かれている。この筑豊を平仮名で「ちくほう」とする表記は同社パンフレット等にも多く見られる。また、同社がJR九州との業務連絡に用いる正式略称は「平鉄」、またはJR九州の「九州会社」という略称に対して「平成会社」と定められている。

## 歴史
- 1989年（平成元年）
  - 4月26日 - 会社設立。
  - 7月16日 - 本社を金田駅に移転[16]。
  - 10月1日 - 九州旅客鉄道（JR九州）伊田線・糸田線・田川線を転換し開業[3]。および日本貨物鉄道（JR貨物）より伊田線直方 - 金田間のセメント貨物輸送を継承。
- 1998年（平成10年）10月1日 - 運賃改定を実施。
- 2003年（平成15年）7月1日 - まくらぎオーナー募集開始。
- 2004年（平成16年）4月1日 - 伊田線直方 - 金田間のセメント貨物輸送廃止に伴い、貨物営業廃止。
- 2005年（平成17年）4月1日 - 運賃改定を実施。
- 2006年（平成18年）7月 - 1か月の定期乗車券などが当たる懸賞つき定期乗車券を初めて発売。以後、10月、2007年6月、2008年7月、2009年7月に発売。
- 2008年（平成20年）2月5日 - つり革オーナー募集開始。
- 2009年（平成21年）
  - 4月1日
    - ネーミングライツにより、伊田線・糸田線・田川線の16駅に愛称（副駅名）を付与[17]。
    - 運賃改定を実施。普通運賃を一律40円値上げ。
    - ワンマン運転方式を変更。これまでは駅に整理券発行機が備え付けられていたが、設備の老朽化や悪戯が相次いだため、利用客が駅で整理券を取って乗車する方式から、整理券を車内で発行する方式に変更。

  - 4月26日 - 門司港レトロ観光線開業。
- 2014年（平成26年）4月1日 - 伊田線・糸田線・田川線で運賃改定を実施。
- 2017年（平成29年）10月4日 - 一般公募で選ばれた社長に河合賢一（元九州産交バス取締役）が就任[15]。
- 2018年（平成30年）
  - 1月13日 - JTB九州による観光列車「里山列車紀行ひとつ星」の運行開始（6月までの毎週土曜日に1日1便）[18]。
  - 5月19日 - 台湾鉄路管理局の平渓線と姉妹鉄道の協定を締結[19][20][21]。
- 2019年（平成31年/令和元年）
  - 3月21日 - 土曜、日曜、祝祭日に伊田線・田川線 直方 - 行橋間で観光列車「ことこと列車」運転開始[22]。
  - 8月24日 - 田川線に令和コスタ行橋駅が開業。この駅は元号が令和に変わってから日本で初めて開業する駅であった。
  - 10月1日 - 伊田線・糸田線・田川線で運賃改定実施[23]、同時にこの3線で駅ナンバリング導入[24]。

## 路線

路線図（門司港レトロ観光線除く）

- ■ 伊田線 直方 - 田川伊田 16.1km（第1種）HC1 - HC15
- ■ 糸田線 金田 - 田川後藤寺 6.8km（第1種）HC10, HC51- HC55
- ■ 田川線 行橋 - 田川伊田 26.3km（第1種）HC15 - HC31
- ■ 門司港レトロ観光線（愛称：北九州銀行レトロライン） 九州鉄道記念館 - 関門海峡めかり 2.1km（第2種。北九州市が第3種）

駅ナンバリングは伊田線・田川線で直方から行橋に向かって通番（HC1 - HC31）であり、糸田線では豊前大熊から田川後藤寺に向かって通番（HC51 - HC55）となる。なお、このナンバリングの数字は整理券の番号と共通である。

## 運賃
各線とも、SUGOCAやnimoca等の各種交通系ICカードは、一切利用できない。導入予定もない。

### 伊田線・糸田線・田川線
大人普通旅客運賃（小児半額・10円未満切り上げ、2019年10月1日改定）
| キロ程        | 運賃（円） | キロ程  | 運賃（円） |
| ------------- | ---------- | ------- | ---------- |
| 初乗り1 - 3km | 220        | 25 - 27 | 640        |
| 4 - 6         | 280        | 28 - 30 | 700        |
| 7 - 9         | 330        | 31 - 33 | 770        |
| 10 - 12       | 370        | 34 - 36 | 830        |
| 13 - 15       | 410        | 37 - 39 | 880        |
| 16 - 18       | 460        | 40 - 42 | 930        |
| 19 - 21       | 510        | 43      | 990        |
| 22 - 24       | 580        |         |            |

- 伊田線・糸田線・田川線の1日乗車券「ちくまるキップ」を大人1000円・小児500円で、さらに筑豊電気鉄道線にも乗車可能な1日乗車券「へい!ちくてつ1日フリーきっぷ」を大人1500円（小児設定なし）でそれぞれ発売している。
- 伊田線・糸田線・田川線を乗車区間にかかわらず1回100円あるいは1回200円で乗車できるイベントを開催することがある。

## 車両

### 伊田線・糸田線・田川線用

#### 現在の車両
- 400形 401 - 412
- 500形 501

#### 過去の車両
- 100形 101 - 109
- 200形 201 - 203
- 300形 301 - 304

### 門司港レトロ観光線用

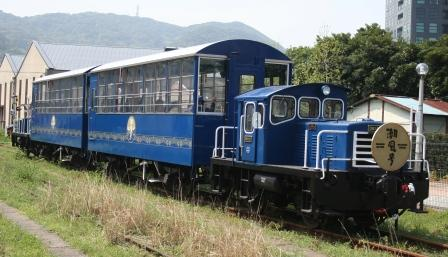
DB10形とトラ70000形

- DB10形 DB101・102
- トラ70000形 トラ701・702

## 保存車両

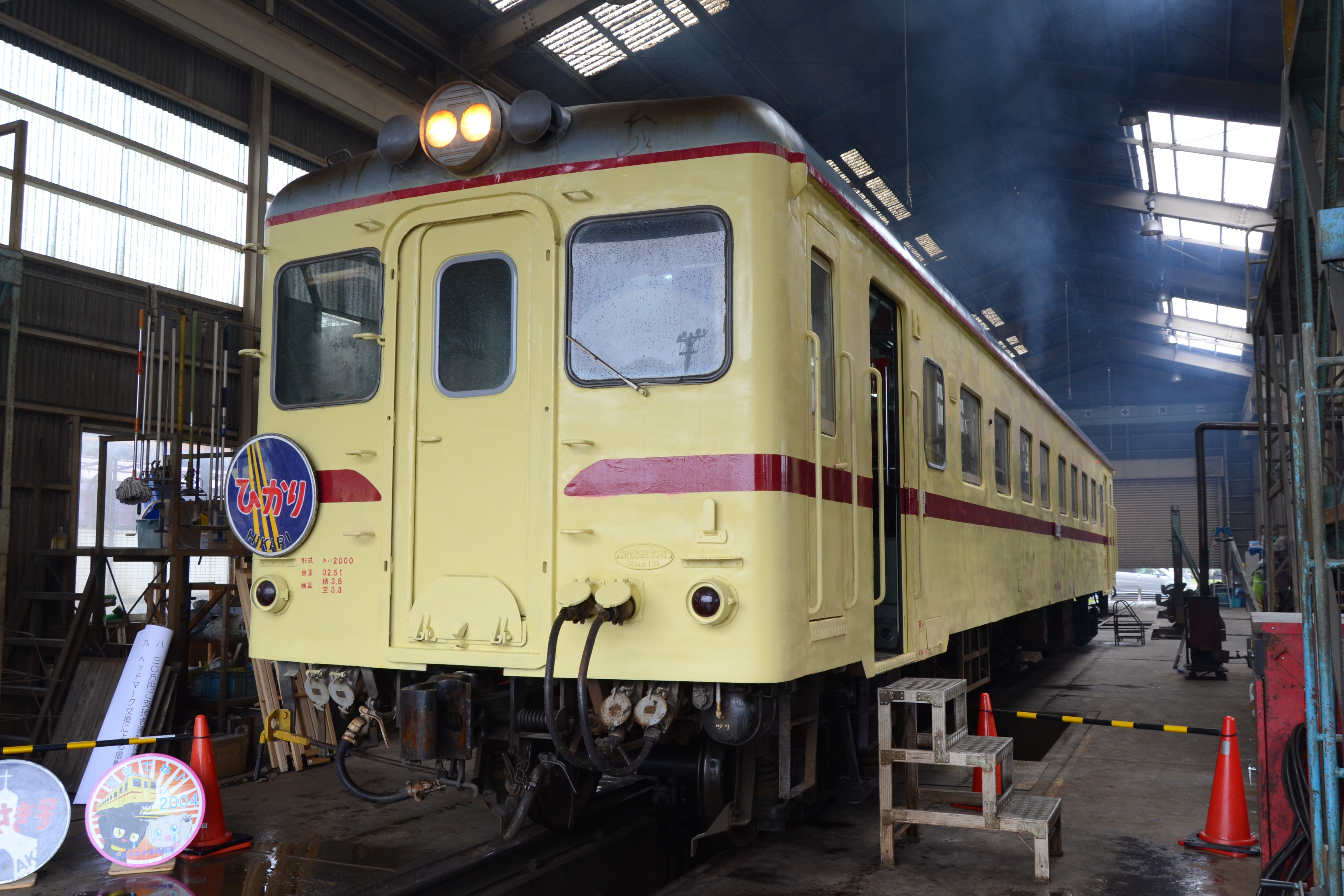
金田駅にある車両基地の車庫内で展示された元ひたちなか海浜鉄道のキハ2004形

2016年（平成28年）、茨城県のひたちなか海浜鉄道からキハ2000形気動車（旧・国鉄キハ20系と同型の、元留萠鉄道キハ2000形）キハ2004号を導入した。
これは、キハ2004号の廃車を知った有志らが、かつて九州を走っていた準急「ひかり」で使用されたキハ55系が纏っていたクリーム地に赤帯の「準急色」の塗装がされ、準急「ひかり」のイメージを持つキハ2004号を保存しようと「キハ2004号を守る会」を結成し、ひたちなか海浜鉄道との間で譲渡交渉を行ったものである。
輸送業者との間で交渉を重ねた結果、車両本体は無償で譲渡、搬送方法は船舶を介して行うこととなり、費用は搬送費を含めて800万円と見積もられた。資金の調達はクラウドファンディングサービスReadyforで行われ、最終的に必要金額を上回る890万円の寄付を集め、プロジェクトが成立した。
2016年（平成28年）10月13日夜から14日にかけて那珂湊から搬出され、東京の有明港へ陸送された後に船積みされた。16日早朝に新門司港に到着、17日深夜に新門司港から陸送で出発し、未明に金田駅の車両基地に到着した。その後、10月23・24日の「へいちくフェスタ」で公開された後に、12月3日には金田駅で譲渡式が行われ、同日と翌4日にはクラウドファンディングの寄付者限定でお披露目会が行われた。
当面は金田駅構内で動態保存され、体験運転などに利用される予定であり、2017年（平成29年）4月に一般公開が行われた。将来的には予備部品の確保や、保安機器（平成筑豊鉄道で使用されている自動列車停止装置のATS-SKと列車無線）の取付、全般検査などを行い、本線走行を目指すとしている。
2017年（平成29年）10月現在、車籍はない。

## 登場作品
2007年（平成19年）のテレビドラマ『東京タワー 〜オカンとボクと、時々、オトン〜』の第一話のラストシーンで、田川線の油須原駅が登場した。なお、当初は映画版のロケも行われる予定で、撮影用にJR九州からキハ58系気動車をリースするなどの準備を進めていたが、諸般の事情で見送られた。